# Колосов, Геннадий Владимирович
Генна́дий Влади́мирович Ко́лосов (род. 25 октября 1956) — советский легкоатлет, специалист по метанию копья. Выступал на всесоюзном уровне в конце 1970-х — начале 1980-х годов, серебряный призёр чемпионата СССР, победитель первенств всесоюзного значения. Представлял Ленинград и физкультурно-спортивное общество «Динамо».

## Биография
Геннадий Колосов родился 25 октября 1956 года. Занимался лёгкой атлетикой в Ленинграде, выступал за физкультурно-спортивное общество «Динамо».
Первых серьёзных успехов на всесоюзном уровне добился в сезоне 1979 года, когда в метании копья одержал победу на турнирах в Гомеле и Тбилиси, где показал результаты 82,42 и 86,36 соответственно.
В 1980 году на чемпионате СССР в Донецке в той же дисциплине с результатом 82,20 завоевал серебряную награду, уступив лишь титулованному Василию Ершову.
В августе 1981 года на всесоюзных соревнованиях в Киеве превзошёл всех соперников в метании копья и установил свой личный рекорд — 89,04 метра.